# Alberto Helios Gagliardo
Alberto Helios Gagliardo (Genova, 14 aprile 1893 – Genova, 20 aprile 1987) è stato un pittore e incisore italiano.

## Biografia
Gagliardo era figlio di Angelo e Luigia Pozzo: il padre svolgeva la professione di orafo. Dal 1909 fu allievo di Tullio Salvatore Quinzio presso l'Accademia ligustica di belle arti, dove si specializzò nelle acqueforti. Nel 1913 esordì presso la mostra organizzata annualmente dalla Società promotrice di belle arti, esponendo un autoritratto ispirato al divisionismo e intitolato Omaggio a Previati. Delle mostre della Promotrice Gagliardo sarà assiduo partecipante fino al 1959; il pittore entrò a far parte anche del gruppo "Pro Cultura Artistica" insieme all'amico Edoardo Firpo e ad altri membri dell'ambiente culturale genovese, tra cui Guido Galletti, Alfredo Ubaldo Gargani e Domenico Guerello. Nel 1922 fu organizzata una sua mostra personale alla Promotrice, mentre nel 1923 espose a Monza per l'Esposizione internazionale delle arti decorative, e in quegli anni si avvicinò all'incisione come forma d'arte.
Nel 1925 partecipò all'Esposizione internazionale di arti decorative e industriali moderne a Parigi, proponendo una serie di acqueforti. Nello stesso anno espose anche alla Biennale romana. Nel 1928 prese parte per la prima volta alla Biennale di Venezia, evento cui partecipò con assiduità dal 1930 al 1942. Nel 1930 fu nominato Accademico di merito presso l'Accademia ligustica, e più avanti divenne docente presso la medesima accademia, dirigendo i corsi di pittura, incisione e xilografia. Nel periodo della Seconda guerra mondiale Gagliardo si ritirò a dipingere a Cornia, piccola frazione di Moconesi.
Dopo la fine del conflitto, Gagliardo proseguì l'attività espositiva e presentò sue opere presso numerose mostre, sia in Italia (Genova, Livorno e Torino) che all'estero (Buenos Aires, Lisbona). L'artista morì nel 1987 a Genova. Sue opere si trovano nei musei di Genova, Milano, Savona, Torino, Trieste (Museo Revoltella), Malaga e Parigi.

## Stile
Negli anni 1910 Gagliardo si avvicinò alla corrente del divisionismo e ne studiò gli stilemi, producendo opere ispirate agli artisti divisionisti. Tra il 1919 e il 1921 Gagliardo si appassionò al simbolismo. Successivamente nell'opera di Gagliardo entrarono temi sociali, spirituali e religiosi.

## Incisioni sulla guerra
Nel giugno 2022 all'Accademia delle arti del disegno sono state esposte le incisioni di Alberto Helios Gagliardo La Guerra. «Il ciclo La Guerra si apre nel 1923 con l'incisione Non fate agli altri ciò che non volete sia fatto a voi stessi e si conclude nel 1940 con Partenze e Brindisi triste unendo nella propria aspra e severa condanna della guerra i due conflitti mondiali». Lo stesso autore conveniva, come molti altri critici, «che il rimando più immediato era al ciclo sugli orrori della guerra di Otto Dix»